# Töpen
Töpen – miejscowość i gmina w Niemczech, w kraju związkowym Bawaria, w rejencji Górna Frankonia, w regionie Oberfranken-Ost, w powiecie Hof, wchodzi w skład wspólnoty administracyjnej Feilitzsch. Leży w Vogtlandzie, nad rzeką Soławą, przy autostradzie A72 i drodze B2.
Gmina położona jest 9 km na północ od Hof i 12 km na północny wschód od Bayreuth, przy granicy z Turyngią i Saksonią.

## Dzielnice
W skład gminy wchodzą następujące dzielnice: 
- Fattigsmühle
- Hohendorf
- Isaar
- Königshof
- Mödlareuth – część dzielnicy leży również w Turyngii
- Moosanger
- Tiefendorf
- Töpen